# Hermann Fliß
Hermann Fliß (* 21. Januar 1878 in Anderbeck; † 14. November 1961 in Northeim) war ein deutscher Kommunalpolitiker (SPD) und von 1946 bis 1948 Bürgermeister der südniedersächsischen Stadt Northeim.

## Leben
Der gelernte Bergmann Fliß zog 1912 nach Northeim und arbeitete die folgenden zwei Jahre als Steiger in Levershausen und Volpriehausen. Während des Ersten Weltkrieges erlitt er eine schwere Verletzung, weshalb er seine Tätigkeit im Bergbau nicht wieder aufnehmen konnte. Stattdessen fand er im April 1919 eine Anstellung als Kassengehilfe bei der Stadtverwaltung Northeim. In den Folgejahren entwickelte sich Fliß zu einer festen Größe der Northeimer Kommunalpolitik: Bereits zwischen 1920 und 1921 gehörte er ein Dreivierteljahr lang dem Kreistag an. Von 1924 bis zum 12. März 1933 fungierte er zudem als Bürgervorsteher, im letzten Jahr dieser Amtszeit auch als Schriftführer. Außerdem war er von 1928 bis 1931 1. Vorsitzender des SPD-Ortsvereins Northeim und ab 1929 für weitere vier Jahre wiederum Mitglied des Kreistages.
Fliß, der seit dem Frühjahr 1933 keine politischen Ämter mehr ausgeübt hatte, wurde während der großen Verhaftungswelle nach dem Attentat vom 20. Juli 1944 noch im Juli 1944 festgenommen und in Göttingen inhaftiert.
Nach dem Eintreffen der US-amerikanischen Streitkräfte in Northeim und der Flucht der früheren Machthaber wurde Fliß am 14. April 1945 zum Senator ernannt. Im Rahmen dieses Amtes, das er bis zum 15. Januar 1946 bekleidete, war er mit den Dezernaten Wohlfahrtsamt, Krankenhaus, Schulen, Friedhof, Anlagen und Stadtgärtnerei betraut. Nach vier weiteren Monaten als Beiratsmitglied wurde Fliß am 31. Mai 1946 zum Bürgermeister der Stadt Northeim gewählt. Am 20. Dezember 1948, knapp einen Monat vor seinem 71. Geburtstag, schied er aus dem Amt. Bis zum 8. November 1956 gehörte er noch dem Northeimer Stadtrat an und fungierte zudem als Schiedsmann der Stadt Northeim.

## Auszeichnungen
Am 6. Dezember 1960 wurde Hermann Fliß das Verdienstkreuz am Bande des Verdienstordens der Bundesrepublik Deutschland verliehen.